# 비밀의 교정
《비밀의 교정》(祕密의 校庭)은 2006년 5월 10일부터 2006년 7월 27일까지 한국교육방송공사에서 방송되었던 EBS 1TV 청소년 드라마이다. 〈잊으면 안 될까?〉, 〈선생님 사랑해요〉, 〈봉인된 편지〉, 〈아빠가 돌아왔다〉, 〈우리들의 학교〉, 〈조각그림 맞추기〉 총 6개의 장이 각 4화씩, 총 24화로 구성되었다.
이민호와 박보영의 정식 데뷔작이기도 하다.
드라마의 주요 무대인 강북고등학교는 창덕여자고등학교가 장소를 제공하였다.
이 드라마에는 《꽃보다 남자》의 이민호와 영화 《과속스캔들》로 이름을 알린 박보영의 데뷔작으로 알려져 종영 후에 다시 인기를 끌며 2009년 2월 28일부터 재방송 되기도 하였다.

## 내용
승재가 죽은 후 1년이 지나면서, 승재를 둘러싼 비밀이 하나 둘씩 밝혀지기 시작한다.

## 등장 인물

### 2학년 5반
서진우 (설성민)
죽은 승재의 친구이자 라이벌이다. 항상 2등이었지만 현재는 진우가 1등이다. 그러나 진우 스스로 1등이라고 생각하지 않고 아직도 승재를 이기기 위해 기를 쓰고 있다. 홀어머니와 단둘이 산동네에서 구멍가게를 운영하며, 어려운 환경이지만 밝고 명랑하고 꿋꿋하게 열심히 살아간다. 겉모습은 남자답고 터프하게 생겼지만 속으론 여리고 또 농담도 곧잘 하는 꽤 능청맞은 캐릭터다. 수아를 좋아하지만 수아의 승재에 대한 맘을 생각해서 속시원히 접근하지 못하며, 항상 수아를 아껴주고 즐겁게 해주려 노력한다.
오수아 (이도현)
이해심 많고 여성스러운 성격의 자타 공인 얼짱 몸짱. 공부도 웬만큼 한다. 원래 밝은 성격이었으나 승재가 죽고 난 이후부터 부쩍 말 수가 줄었다. 진우를 비롯한 주변의 많은 남학생들의 선망의 대상이 되나 쉽게 마음의 문을 열지 못한다. 친구들은 승재에 대한 그리움으로 힘들어한다고 생각하지만 승재의 죽음이 단순한 사고가 아니라고 생각하고 승재에 대한 죄책감을 가지고 있다.
최예슬 (조은지)
공부 잘 하고 깜찍하고 똑 부러지는 성격을 가졌다. 조금도 손해 보는 짓을 하지 않으려 하다보니 본의 아니게 학교에서는 밥맛으로 찍혔다. 주변에 친구들이 없다 보니 자연스레 성격도 더 표독스러워지고... 진우를 좋아하는데 진우의 맘은 수아에게로 가 있다보니 수아가 공연히 미워진다. 사사껀껀 수아와 대립각을 세우는 트러블 메이커지만 진우를 대하는 것을 보면 꽤 여성스러운 면도 있다.
박두현 (이민호)
10년 뒤 박지성을 꿈꾸며 한때는 교내 축구부의 촉망받는 부원이었다. 그러나 지금은 후보에도 들지 못하고 축구부에서 퇴출당할 위기에 처해있다. 은호의 쌍둥이 동생이지만 그런 사실을 본인은 무척 싫어한다. 주변에서 일어나는 일에 큰 관심이 없는 관조적인 아이처럼 보이지만 말없이 주변 친구를챙겨주는 스타일. 진우와 통하는게 많아 가깝게 지낸다. 승재를 좋아하지 않으며, 승재와 은호의 사이를 알고 있다.
차아랑 (박보영)
부모님이 운영하시는 금은방에서 반지를 훔쳐다 줄 정도로 지리 선생님을 좋아하는 대책 없는 여학생. 늘 모든 일에 할말이 넘치고 흘러 참견쟁이의 역할을 톡톡히 해 낸다. 수아와 친하며 예슬과는 앙숙이라 본인은 생각한다. 수아가 어둡게 변한 것이 승재에 대한 그리움 때문이라고 생각하고 수아를 진우와 이어주기 위해 나름대로 열심히 노력 중이다.
박은호 (배유미)
두현의 쌍둥이 누나. 사진작가의 꿈을 지니고 있으며 주말이면 항상 카메라를 들고 촬영을 나간다. 쿨한 성격으로 관조적인 시선으로 반 아이들을 바라본다. 외모는 소년 스타일. 수아, 아랑과는 단짝. 우연히 승재와 만나 뜻하지 않게 친해졌다.
승재와의 관계는 마음 속으로만 간직하고 있다.
장기범 (장기범)
걸레 빨며 틀어놓은 물도 아껴야한다는 바른 생활 사나이.
고지식하고 꽉 막힌 성격의 반장이다. 아랑이를 좋아한다.
윤세인 (채운)
편의점에서 라면을 먹으면서도 여자에게 작업을 거는 엉뚱한 바람둥이. 자칭 연애박사. 비디오카메라를 갖고 다니며 친구들과 선생님의 일상을 담는 것이 취미다. 요즘 세인의 제일 큰 즐거움은 노처녀 티를 내느라 그러는지 느물거리는 세인의 버터 대사에 과도하게 흥분을 하며 야단을 치는 달려드는 담임 놀려먹기.
이기영 (안용준)
하얀 얼굴에 긴 손가락을 가진 말 수 없는 소년. 깊은 눈빛 가득 뭔가 간직한 듯 속을 알 수 없는 인물이다. 외모도 외모려니와 행동하는 것도 여자와 비슷한 면이 많다. 바느질에 십자수 같은 걸 좋아하고 그러다 보니 남자친구들이 때론 짖궂게 대하기도 한다. 기영 본인도 자신이 좀 이상한 면이 많다고 생각한다. 작은 가게를 하는 엄마와 단 둘이 산다.
장동철 (신현호)
말 수가 없는 편이다. 한때 축구를 했었지만 축구부도 그만두고 일진무리에 있다가 무슨 이유에서인지 일진무리와 어렵사리 등을 돌리며 학교도 그만두었다. 지금은 유흥가에서 삐끼를 하며 지낸다.
총각선생님 (최철호)
큰 키, 훤칠한 외모의 총각 선생님. 지리를 가르친다. 담임선생님과 아랑의 사랑을 한 몸에 받고 있다. 마음이 여리고 순수하여 아랑에게 함부로 대하지 못하지만 아랑의 일방적인 사랑 공세에 몸서리를 친다. 그리고 담임선생님은 선배일 뿐이라고 생각한다.
담임선생님 박미숙 (안선영)
교사로서의 신성한 의무감을 가지고 교직에 투신 했으나 도통
말발이 통하지 않는 아이들과 실랑이를 벌이느라 이제는 체벌의 달인이라 불리게 된 노처녀 선생님. 곱지 않은 외모와 너무나 이기적인 몸매 탓에 처녀임에도 불구하고 남학생들의 외면을 받은지 이미 오래. 아이들에게 체벌을 하고 돌아설 때면 내가 이럴려구 교사가 된 건 아닌데 정말 눈물이 다 찔끔 나는데...아이들에게 다가가려는 눈물겨운 노력은 아이들의 무관심 앞에서 오히려 비웃음만 사게 된다.
문승재 (염승현)
집안, 외모, 성적, 운동. 어는 것 하나 모자람 없이 모든 면에서 완벽했던 자타 공인 학교 최고의 킹카. 늘 활달하고 다정다감했던 승재는 모든 여학생들에겐 선망의 대상이었고 남학생들에겐 질투와 부러움의 대상이었다. 1년 전 갑작스런 교통사고로 세상을 떠났지만 선생님들과 친구들에게 영원한 1등으로 기억되고 있다. 승재의 사고 1년 후, 승재를 둘러쌌던 비밀들이 하나씩 밝혀지면서 남은 친구들에게 혼란을 주는 인물이다.

## 주제가
- 명인희(더더) 〈Sweet Dream Story〉